# Белые Ключи (Сахалинская область)
Белые Ключи — село в Углегорском муниципальном районе Сахалинской области России, в 68 км от районного центра. Входит в состав Бошняковского сельского поселения.
Находится на берегу реки Капытовки. 
Село полностью опустело в 1990-х годах. На 2010 год все дома разрушены или полуразрушены.

## Население
По данным переписи 2002 года постоянного населения нет.
| 2002 | 2010 | 2021 |
| ---- | ---- | ---- |
| 0    | →0   | →0   |